# Henty River
Der Henty River ist ein Fluss im Westen des australischen Bundesstaates Tasmanien, westlich der West Coast Range.

## Geografie

### Flusslauf
Der rund 46 Kilometer lange Henty River entsteht westlich des Mount Tyndall an der Anthony Road (B28) aus dem Dobson Creek und dem Newton Creek. Er begleitet die Straße nach Süden bis zu ihrer Einmündung in den Zeehan Highway, den er westlich dieser Einmündung unterquert. An der Einmündung des Yolande River biegt der Henty River nach Westen ab. Kurz vor Erreichen der Küste unterquert er die Henty Road (B27) und tritt in die Henty Dunes ein. Dort mündet er in den Indischen Ozean.
Der Oberlauf des Flusses, an dem sich auch die Henty Gold Mine befindet, wurde als einer der letzten von Hydro Tasmania reguliert.

### Nebenflüsse mit Mündungshöhen
- Dobson Creek – 264 m
- Newton Creek – 264 m
- Ewart Creek – 89 m
- Malcom Creek – 52 m
- Yolande River – 50 m
- Bottle Creek – 37 m
- McCutcheons Creek – 32 m
- Lost Creek – 21 m
- Tully River – 10 m
- Badger River – 6 m

(Quelle:)

## Freizeiteinrichtungen
Im Oktober und November gilt der Henty River als gutes Fischwasser für Forellen auf ihrem Weg zum Meer. Picknickplätze gibt es bei der Brücke des Zeehan Highways und bei der Henty Road.